# Bathyplotes
Bathyplotes is een geslacht van zeekomkommers uit de familie Synallactidae.

## Soorten
- Bathyplotes angustus (Cherbonnier & Féral, 1981)
- Bathyplotes baculosus (Massin, 1987)
- Bathyplotes bigelowi Deichmann, 1940
- Bathyplotes bongraini Vaney, 1914
- Bathyplotes cinctus Koehler & Vaney, 1910
- Bathyplotes crebrapapilla (Cherbonnier & Féral, 1981)
- Bathyplotes crenulatus Koehler & Vaney, 1905
- Bathyplotes dofleinii Augustin, 1908
- Bathyplotes elegans Heding, 1940
- Bathyplotes goldenhindi Mitsukuri, 1912
- Bathyplotes gourdoni (Vaney, 1914)
- Bathyplotes imperfectus Cherbonnier & Féral, 1981
- Bathyplotes mammillatus Heding, 1940
- Bathyplotes moseleyi (Théel, 1886)
- Bathyplotes natans (Sars, 1868)
- Bathyplotes pellucidus (Koehler & Vaney, 1905)
- Bathyplotes phlegmaticus Sluiter, 1901
- Bathyplotes profundus Koehler & Vaney, 1905
- Bathyplotes punctatus (Sluiter, 1901)
- Bathyplotes roseus Koehler & Vaney, 1910
- Bathyplotes rubicundus Sluiter, 1901
- Bathyplotes sulcatus Sluiter, 1901
- Bathyplotes triplax (A.H. Clark, 1920)
- Bathyplotes variabilis Koehler & Vaney, 1905

Niet geaccepteerde namen:
- Bathyplotes assimilis Koehler & Vaney, 1905, synoniem van Bathyplotes natans
- Bathyplotes bipartitus Hérouard, 1912, synoniem van Bathyplotes natans
- Bathyplotes fallax Östergren, 1896, synoniem van Bathyplotes natans
- Bathyplotes fuscivinculum Gutt, 1990, synoniem van Bathyplotes bongraini
- Bathyplotes hancocki Domantay, 1961, synoniem van Synallactes alexandri Ludwig, 1894
- Bathyplotes heteroculus Heding, 1940, geaccepteerd als Synallactes heteroculus
- Bathyplotes heterostylides Heding, 1942, synoniem van Bathyplotes natans
- Bathyplotes macullochae Domantay, 1961, synoniem van Synallactes alexandri Ludwig, 1894
- Bathyplotes monoculus Sluiter, 1901, geaccepteerd als Synallactes monoculus
- Bathyplotes oestergreni Ohshima, 1915, synoniem van Bathyplotes natans
- Bathyplotes papillosus Koehler & Vaney, 1905, synoniem van Bathyplotes natans
- Bathyplotes patagiatus Fisher, 1907, synoniem van Bathyplotes natans
- Bathyplotes pourtalesii (Théel, 1886), synoniem van Bathyplotes natans
- Bathyplotes recta (Vaney, 1908), geaccepteerd als Psycheotrephes recta (Vaney, 1908)
- Bathyplotes reptans R. Perrier, 1902, synoniem van Bathyplotes natans
- Bathyplotes rubipunctatus Gutt, 1990, synoniem van Bathyplotes gourdoni
- Bathyplotes spuma (Vaney, 1908), geaccepteerd als Benthodytes spuma Vaney, 1908
- Bathyplotes tizardi (Théel, 1882), synoniem van Bathyplotes natans
- Bathyplotes velerones Domantay, 1961, synoniem van Holothuria paraprinceps Deichmann, 1937